# Apilandia

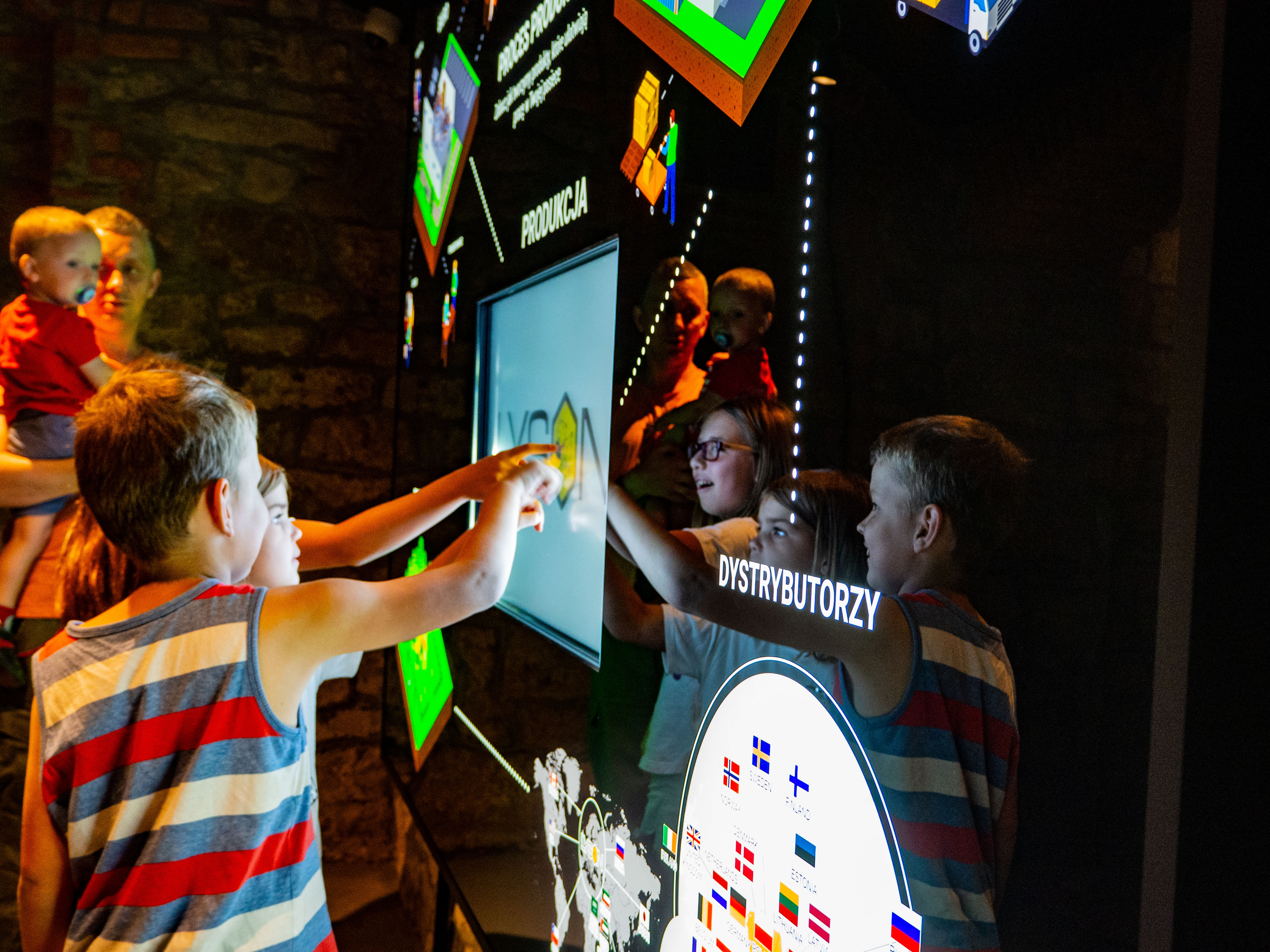
Apilandia Interaktywne centrum pszczelarstwa - element ekspozycji

Apilandia - interaktywne centrum pszczelarstwa będące muzeum nauki i parkiem tematycznym znajdujące się w zabytkowych podziemiach dawnego folwarku w Kleczy Dolnej. Centrum działa od 25 sierpnia 2018 i znajdują się w nim 4 sale ekspozycyjne,  wyposażone w kilkadziesiąt interaktywnych eksponatów,oferujące możliwość zwiedzania pasieki oraz uczestniczenia w warsztatach z robienia świec. Dodatkowo na miejscu sklep z gadżetami, sklep firmowy z miodami oraz kawiarenka. To jedyne tego typu miejsce w Polsce poświęcone pszczelarstwu.
Centrum jest czynne cały rok bez względu na pogodę.

## Historia
Otwarcie Apilandii nastąpiło w ostatni weekend sierpnia 2018 (25-26 sierpnia) podczas Dni Otwartych firmy Łysoń.
Centrum znajduje się w oryginalnych i zabytkowych podziemiach dawnego folwarku Przecława Sławińskiego z początku XX wieku. Po 1944 folwark został upaństwowiony i przemianowany na Państwowy Ośrodek Maszynowy (POM). Remont podziemi pod uruchomienia centrum trwał ponad 2 lata.
W lutym 2019 na terenie centrum stanęła pszczoła Victoria - największa pszczoła w Europie.
W marcu 2019 Apilandia została rozbudowana o pomieszczenie do przeprowadzania warsztatów.

## Misja
Celem centrum jest edukowanie dzieci i dorosłych w tematyce pszczół i szeroko pojętego pszczelarstwa.
Zwiedzający mogą poznać biologię pszczół, ich zwyczaje, współczesne zagrożenia oraz pracę pszczelarza. Interaktywne eksponaty wprowadzają w temat pszczelarstwa i pozwalają poznać jego aspekty: od strony praktycznej jak i teoretycznej.

## Atrakcje
Poszczególne elementy programu:
Ratujmy Pszczoły
Ekspozycja zachęca do pomagania pszczołom, zwraca uwagę na problemy współczesnego pszczelarstwa i akcje promujące tematykę pszczelarstwa.
Praca w Pasiece

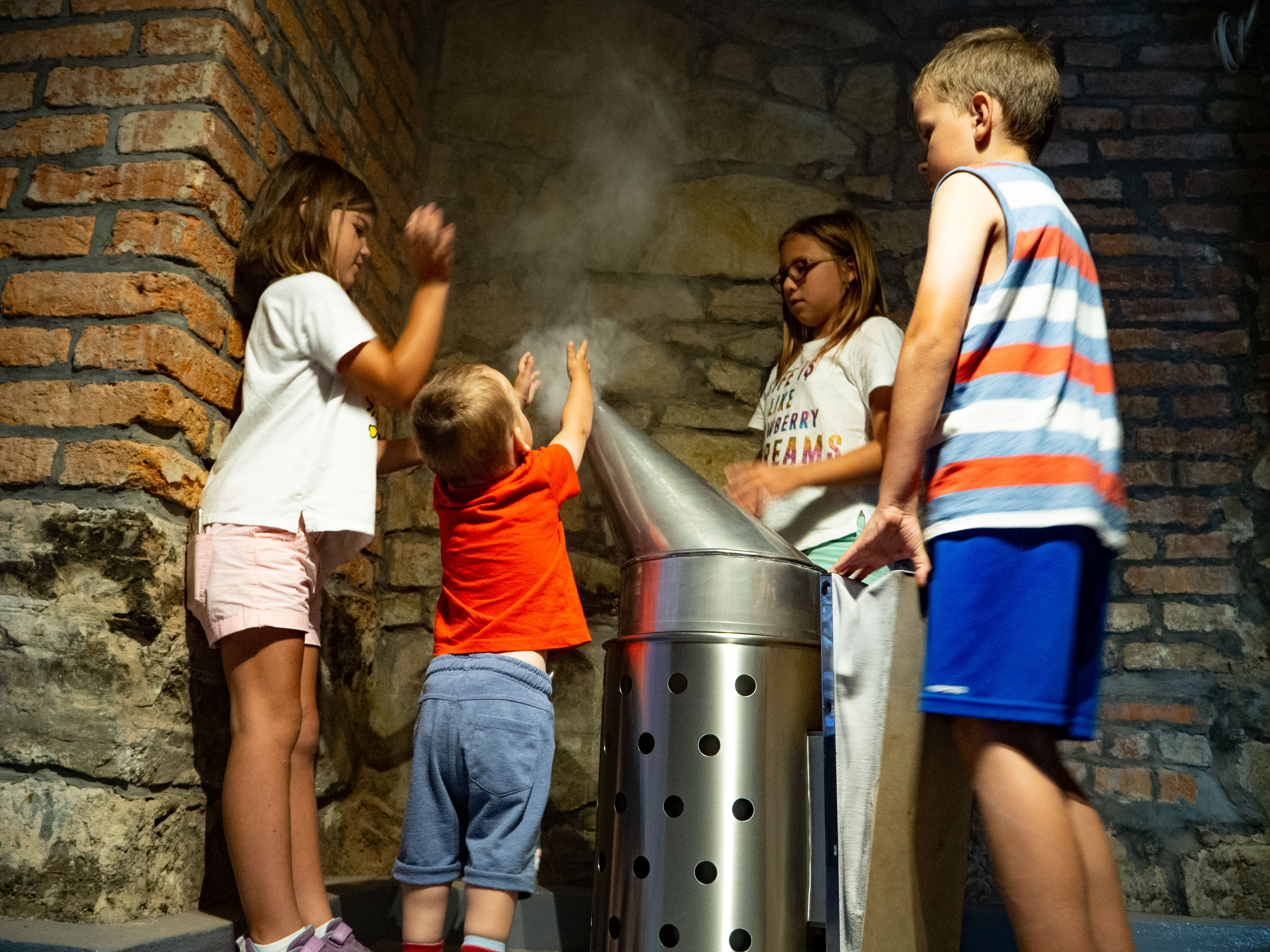
Apilandia interaktywne centrum pszczelarstwa - wielki podkurzacz jako element ekspozycji

Ekspozycja prezentuje tajniki pracy pszczelarza: od konstrukcji ula po wirowanie miodu.
Jak powstaje sprzęt pszczelarski?
Ekspozycja prezentuje powstawanie uli, narzędzi pszczelarskich, szycie odzieży, itp.
Świat pszczół
Ekspozycja prezentuje biologię, zwyczaje oraz rytuały pszczół, przybliża ich życie.
Wizyta na pasiece
Uczestnicy w ochronnych kapeluszach pszczelarskich odwiedzają pasiekę edukacyjną.
Warsztaty pszczelarskie
Uczestnicy zaznajamiają się z woskiem, produkują swiece, próbują różnych smaków miodu, zapoznają się z pracą pszczół w ulu.
| Atrakcja                | Opis | Czas            | Przewodnik |
| ----------------------- | --- | --------------- | ---------- |
| Zwiedzanie ekspozycji   | interaktywna ekspozycja w podziemiach                                                                           | ok. 1 godzina   | tak        |
| Wizyta na pasiece       | element warsztatów, wizyta na pasiece w kapeluszach pszczelarskich                                              | ok. 15 minut    | tak        |
| Warsztaty pszczelarskie | warsztaty z wyrabiania świec, degustacja miodów, podglądanie pszczół w przeszklonych ulach                      | ok. 45 minut    | tak        |
| Warsztaty miniSPA       | warsztaty z wykonywania pakietów kosmetycznych, peeling dla uczestników, degustacja miodów i słodyczy miodowych | ok. 1,5 godziny | tak        |

## Frekwencja
W pierwszym roku funkcjonowania centrum odwiedziło go ok. 15 000.

## Wyróżnienia
Atrakcja turystyczna 2018/2019 - 4. miejsce internetowym głosowaniu  portalu Dziecko w Podróży.